# San Rafael (Mendoza)
San Rafael jest argentyńskim miastem leżącym w prowincji Mendoza. Stolica departamentu San Rafael. Według spisu z roku 2001 miasto liczyło 158 266 mieszkańców.
Miasto San Rafael założone zostało 2 kwietnia 1805 roku.

## Miasta partnerskie
- Almería, Hiszpania